# Trojhvězda
Trojhvězda je systém tří hvězd, které jsou vázány vlastní gravitací do jednoho celku a obíhají kolem společného těžiště. Jednou z nejznámějších trojhvězd je systém Alfa Centauri, známý také jako Toliman. Lze jej pozorovat pouze na jižní polokouli. Tento systém je známý jako nejbližší hvězdný systém od Slunce (4,37 světelných let). Hlavní složky systému tvoří dvojhvězda Alfa Centauri A a B, kolem níž obíhá vzdálenější Proxima Centauri. Proxima je aktuálně na spojnici mezi Sluncem a Alfa Centauri, a proto je nejbližší hvězdou k Zemi. 

## Vlastnosti
V trojhvězdném systému jsou obvykle dvě hvězdy gravitačně vázány do blízké dvojhvězdy, zatímco třetí složka obíhá kolem této dvojice ve větší vzdálenosti. Tento uspořádaný systém je stabilní a označuje se jako hierarchická trojhvězda. Pokud hvězdy v systému nejsou gravitačně vázány, ale pouze náhodně promítány do stejného bodu na obloze, jedná se o optickou trojhvězdu.

## Příklady trojhvězd
- Alfa Centauri – trojhvězda složená z dvojhvězdy Alfa Centauri A a Alfa Centauri B a vzdálenější složky Proxima Centauri.
- Polárka – trojhvězda, kde hlavní složkou je jasná hvězda Polárka A, obíhaná blízkou složkou Polárka Ab, a vzdálenější složkou Polárka B.